# Andrés Smidt

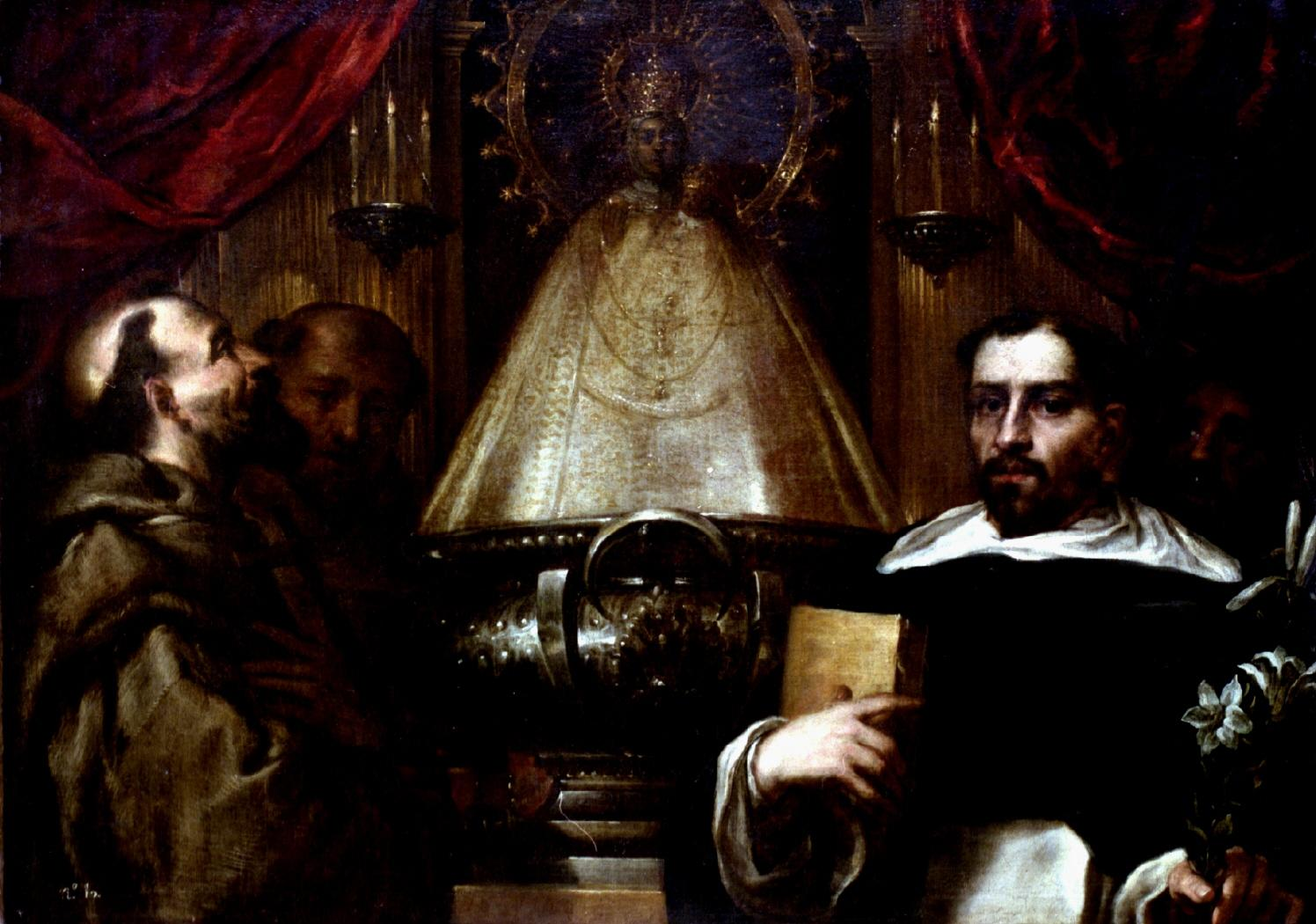
La Virgen de Atocha con san Francisco de Asís y santo Domingo de Guzmán, óleo sobre lienzo, 102 x 142 cm, firmado «A. Smidt f. A 1663», Madrid, Museo Lázaro Galdiano.

Andrés Smidt o Smith (Amberes, c. 1625–después de 1684), fue un pintor barroco flamenco, formado en Italia y activo en Madrid.
En Roma, donde tenía su residencia en 1650, pudo conocer a Velázquez, pues en su biografía del pintor sevillano y a propósito de la exhibición en el Panteón del retrato de Juan de Pareja el 19 de marzo de 1650, dice Palomino que: 

«contaba Andrés Esmit (pintor flamenco en esta Corte, que a la sazón estaba en Roma) que (...) se puso este retrato con tan universal aplauso en dicho sitio, que a voto de todos los pintores de diferentes naciones, todo lo demás parecía pintura, pero éste solo verdad».

En Italia trabó amistad con el escultor Giovanni Battista Morelli, con quien se trasladó a España, encargándose a su muerte (1669) de la tutela y formación de sus hijos. En Madrid se le documenta al menos entre 1660 y 1680, plenamente integrado en el ambiente pictórico madrileño lo que le llevó a participar en los diversos pleitos que por la dignificación del arte de la pintura sostuvieron los pintores madrileños. Así, en unión de Juan Montero de Rojas, presentó en 1668 un memorial en el largo pleito de los pintores contra la obligación de sacar un paso procesional de la Cofradía de los Siete Dolores y en 1676, con Lorenzo de Soto, pleiteó contra la pretensión del Ayuntamiento de Madrid de cobrar el repartimiento de soldados a los pintores.
Entre 1670 y 1674 colaboró con Dionisio Mantuano en la pintura de los muros de la casa que junto al Manzanares tenía el embajador de los cantones católicos suizos en Madrid, Giovanni Battista Cassani, donde pintó los retratos de algunos personajes ilustres, entre ellos los de Carlos II y su esposa María Luisa de Orleans. Otro retrato mencionado en la documentación es el del marqués del Carpio disfrazado de Mardoqueo. También hay huellas documentales de algunos paisajes pintados para particulares, pero de su obra, no obstante la abundante documentación, tan solo se conserva un lienzo dedicado a la madrileña Virgen de Atocha con san Francisco de Asís y santo Domingo de Guzmán, firmado «A. Smidt f. A 1663» (Museo Lázaro Galdiano).
No perdió el contacto con Amberes en los años que pasó en Madrid pues en 1683 actuó como apoderado de David Teniers en el cobro de algunas cantidades que le adeudaba el duque de Veragua y en noviembre de ese año solicitó certificaciones por «estar de partida» para Amberes.